# Ковальчук, Дмитрий Андреевич
Дмитрий Андреевич Ковальчук (1 июня 1919 — 30 апреля 1958) — капитан Советской Армии, участник Великой Отечественной войны, Герой Советского Союза (1945).

## Биография
Дмитрий Ковальчук родился 1 июня 1919 года в селе Кидрасовка (ныне — Бершадский район Винницкой области Украины). После окончания семи классов школы работал в колхозе. С 1939 года проживал в Ижевске, работал грузчиком на заводе «Ижсталь». В 1940 году Ковальчук был призван на службу в Рабоче-крестьянскую Красную Армию. С ноября 1941 года — на фронтах Великой Отечественной войны. Принимал участие в боях на Калининском, Северо-Кавказском, 1-м и 2-м Украинском фронтах, три раза был ранен.
К декабрю 1944 года капитан Дмитрий Ковальчук был заместителем по строевой части командира батальона 1077-го стрелкового полка 316-й стрелковой дивизии 46-й армии 2-го Украинского фронта. Отличился во время освобождения Венгрии. В ночь с 4 на 5 декабря 1944 года Ковальчук в составе передового отряда дивизии переправился через Дунай в районе населённого пункта Тёкёль в 12 километрах к югу от Будапешта и принял активное участие в захвате плацдарма. В течение последующих суток Ковальчук участвовал в отражении 16 немецких контратак, ведя огонь из ручного пулемёта. На следующий день во время боёв за расширение плацдарма он получил тяжёлое ранение.
Указом Президиума Верховного Совета СССР от 24 марта 1945 года за «образцовое выполнение заданий командования и проявленные при этом мужество и героизм» капитан Дмитрий Ковальчук был удостоен высокого звания Героя Советского Союза с вручением ордена Ленина и медали «Золотая Звезда» за номером 4878.
В 1946 году Ковальчук был уволен в запас. Проживал и работал в Норильске. Скоропостижно скончался 30 апреля 1958 года, похоронен на кладбище Голиково в Норильске.
Был также награждён орденами Александра Невского и Красной Звезды, рядом медалей.
В честь Ковальчука названа улица в его родном селе.